# 田村ゆかりの作品
田村ゆかりの作品（たむらゆかりのさくひん）は、声優・歌手の田村ゆかりがこれまで発売した個人名義、キャラクター名義等の作品についてまとめた項。

## シングル
※はシングルとしてポリグラムから発売されたもの。公式サイトではキャラクターソング扱いとなっている。
|            | 発売日         | タイトル                                    | 規格品番   | 規格品番  | オリコン 最高位 |
| 初回限定盤 | 発売日         | タイトル                                    | 通常盤     |           | オリコン 最高位 |
| ---------- | -------------- | ------------------------------------------- | ---------- | --------- | --------------- |
| ※1st       | 1997年3月26日  | 勇気をください                              |            | PODX-1022 |                 |
| ※2nd       | 1997年6月4日   | 輝きの季節                                  | PODX-1025  |           |                 |
| ※3rd       | 1998年12月2日  | REBIRTH 〜女神転生〜                        | PODX-1041  |           |                 |
| ※4th       | 1999年1月6日   | きっと言える                                | PODX-1042  |           |                 |
| 1st        | 2001年5月23日  | summer melody                               | KMCM-12    |           |                 |
| 2nd        | 2002年4月24日  | Love♡parade                                 | KMCM-17    | 96位      |                 |
| 3rd        | 2002年8月7日   | Baby's Breath                               | KMCM-19    | 90位      |                 |
| 4th        | 2003年5月21日  | Lovely Magic                                | KMCM-22    | 75位      |                 |
| 5th        | 2003年9月3日   | 眠れぬ夜につかまえて                        | KMCM-30    | 51位      |                 |
| 6th        | 2004年5月26日  | 夢見月のアリス                              | KMCM-31    | 69位      |                 |
| 7th        | 2004年10月21日 | Little Wish 〜lyrical step〜                | KMCM-40    | 32位      |                 |
| 8th        | 2005年5月25日  | 恋せよ女の子                                | GBCM-1     | 14位      |                 |
| 9th        | 2005年10月26日 | Spiritual Garden                            | GBCM-7     | 10位      |                 |
| 10th       | 2006年8月2日   | 童話迷宮                                    | GBCM-13    | 13位      |                 |
| 11th       | 2006年12月20日 | Princess Rose                               | GBCM-15    | 6位       |                 |
| 12th       | 2007年5月9日   | 星空のSpica                                 | KICM-1210  | 7位       |                 |
| 13th       | 2007年8月1日   | Beautiful Amulet                            | KICM-1212  | 11位      |                 |
| 14th       | 2008年8月27日  | バンビーノ・バンビーナ                      | KICM-91247 | KICM-1247 | 12位            |
| 15th       | 2008年12月17日 | Tomorrow                                    | KICM-91259 | KICM-1259 | 6位             |
| 16th       | 2009年12月16日 | You & Me（featuring motsu from m.o.v.e）    |            | KICM-1297 | 7位             |
| 17th       | 2010年1月27日  | My wish My love                             | KICM-1300  | 5位       |                 |
| 18th       | 2010年4月28日  | おしえて A to Z                             | KICM-1305  | 7位       |                 |
| 19th       | 2011年1月26日  | プラチナLover's Day                         | KICM-1330  | 7位       |                 |
| 20th       | 2011年10月12日 | Endless Story                               | KICM-1357  | 4位       |                 |
| 21st       | 2012年8月15日  | 微笑みのプルマージュ                        | KICM-1404  | 5位       |                 |
| 22nd       | 2013年2月6日   | W:Wonder tale                               | KICM-1435  | 5位       |                 |
| 23rd       | 2013年4月17日  | Fantastic future                            | KICM-1441  | 5位       |                 |
| 24th       | 2014年2月5日   | 秘密の扉から会いにきて                      | KICM-1494  | 6位       |                 |
| 25th       | 2014年12月24日 | あのね Love me Do                           | KICM-91563 | KICM-1563 | 8位             |
| 26th       | 2015年4月1日   | 好きだって言えなくて                        |            | KICM-1583 | 12位            |
| 27th       | 2018年2月21日  | 恋は天使のチャイムから                      | CNRA-0002  | CNRA-0003 | 11位            |
| 28th       | 2018年8月15日  | 永遠のひとつ                                | CNRA-0004  | CNRA-0005 | 11位            |
| 29th       | 2018年10月6日  | HITOME VOLTAGE/120600mAh-Metal Ampere Hour- |            | CRIA-0001 |                 |
| 30th       | 2018年10月6日  | SECRET EYES/スイミィスイミィ                | CRIA-0002  |           |                 |
| 31st       | 2018年10月6日  | アシンメトリー/風の香りと太陽               | CRIA-0003  |           |                 |
| 32nd       | 2019年2月26日  | Trouble Emotion                             | CRIA-0004  |           |                 |
| 33rd       | 2019年2月26日  | Shining Rabbit                              | CRIA-0005  |           |                 |

### ライブ会場限定
|     | 発売日        | タイトル                             | 規格品番   |
| --- | ------------- | ------------------------------------ | ---------- |
| 1st | 2008年3月28日 | mon chéri                            | NMAX-70001 |
| 2nd | 2009年2月14日 | †メタウサ姫〜黒ゆかり王国ミサ〜†     | NMAX-70002 |
| 3rd | 2011年4月15日 | めろ〜ん音頭 〜Festival of Kingdom〜 | NMAX-70003 |

## アルバム

### フルアルバム
|        | 発売日         | タイトル                   | 規格品番   | 規格品番                                 | オリコン 最高位 |
| 通常盤 | 発売日         | タイトル                   | 初回限定盤 |                                          | オリコン 最高位 |
| ------ | -------------- | -------------------------- | ---------- | ---------------------------------------- | --------------- |
| 1st    | 2001年7月4日   | 天使は瞳の中に             | KMCA-113   |                                          |                 |
| 2nd    | 2002年9月25日  | 花降り月夜と恋曜日。       | KMCA-175   | 70位                                     |                 |
| ※      | 2003年3月5日   | True Romance               | KMCA-185   | 60位                                     |                 |
| 3rd    | 2003年11月6日  | 蒼空に揺れる蜜月の小舟。   | KMCA-191   | 49位                                     |                 |
| 4th    | 2005年8月2日   | 琥珀の詩、ひとひら         | KMCA-200   | 30位                                     |                 |
| 5th    | 2006年4月19日  | 銀の旋律、記憶の水音。     | GBCA-4     | 15位                                     |                 |
| 6th    | 2008年2月27日  | 十六夜の月、カナリアの恋。 | KICS-1358  | KICS-91358                               | 12位            |
| 7th    | 2009年2月4日   | 木漏れ日の花冠             | KICS-1427  | KICS-91427                               | 8位             |
| 8th    | 2010年9月8日   | シトロンの雨               | KICS-1603  | KICS-91603                               | 6位             |
| 9th    | 2011年12月21日 | 春待ちソレイユ             | KICS-1732  | KICS-91732                               | 9位             |
| 10th   | 2013年11月20日 | 螺旋の果実                 | KICS-1969  | KICS-91969（CD+BD） KICS-91970（CD+DVD） | 6位             |
| 11th   | 2020年6月24日  | Candy tuft                 | QANR-1001  |                                          | 9位             |
| 12th   | 2021年4月28日  | あいことば。               | QANR-1002  | 10位                                     |                 |
| 13th   | 2023年4月19日  | かくれんぼ。               | TECC-1001  | 9位                                      |                 |

### ミニアルバム
|     | 発売日         | タイトル             | 規格品番  | オリコン 最高位 |
| --- | -------------- | -------------------- | --------- | --------------- |
| 1st | 1997年9月26日  | WHAT'S NEW PUSSYCAT? | POCX-1080 |                 |
| 2nd | 2017年11月15日 | Princess♡Limited     | CNRA-0001 | 6位             |
| 3rd | 2019年5月22日  | Strawberry candle    | CNRA-0006 | 3位             |
| 4th | 2023年11月29日 | Altoemion            | TECC-1002 | 15位            |
| 5th | 2023年12月27日 | You Are The World!   | TECC-1    | 12位            |
| 6th | 2024年5月29日  | I love it♡           | TECC-1003 | 8位             |
| 7th | 2025年6月18日  | Felice               | TECC-1004 | 8位             |

### ベストアルバム
|            | 発売日         | タイトル               | 規格品番   | 規格品番  | オリコン 最高位 |
| 初回限定盤 | 発売日         | タイトル               | 通常盤     |           | オリコン 最高位 |
| ---------- | -------------- | ---------------------- | ---------- | --------- | --------------- |
| 1st        | 2007年3月28日  | Sincerely Dears...     |            | GBZC-1/2  | 11位            |
| 2nd        | 2012年10月17日 | Everlasting Gift       | KICS-91824 | KICS-1824 | 3位             |
| ※          | 2015年9月2日   | Early Years Collection |            | UPCY-7035 | 12位            |

## 映像作品
|      | 発売日         | タイトル                                                         | 規格品番     | 規格品番     |
| BD   | 発売日         | タイトル                                                         | DVD          |              |
| ---- | -------------- | ---------------------------------------------------------------- | ------------ | ------------ |
| 1st  | 2002年10月23日 | sweet chick girl                                                 |              | KMBA-4       |
| 2nd  | 2004年4月7日   | Peachy Cherry Pie                                                | KMBA-6       |              |
| 3rd  | 2004年12月8日  | 田村ゆかり さまぁらいぶ☆*Sugar Time Trip*                        | KMBA-7/8     |              |
| 4th  | 2006年3月8日   | 田村ゆかり *Cutie♡Cutie Concert* 2005                            | GBBA-8/9     |              |
| 5th  | 2007年12月24日 | 田村ゆかり LIVE 2006-2007 *Pinkle Twinkle☆Milky Way*             | KIBM-154/6   |              |
| 6th  | 2008年7月23日  | 田村ゆかり Love♡Live *Chelsea Girl*                              | KIBM-173/4   |              |
| 7th  | 2009年8月7日   | 田村ゆかり Love♡Live *Dreamy Maple Crown*                        | KIXM-9       | KIBM-215/6   |
| 8th  | 2010年6月16日  | 田村ゆかり Love♡Live *Princess à la mode*                        | KIXM-18/9    | KIBM-243/5   |
| 9th  | 2011年8月24日  | 田村ゆかり Love♡Live *Mary Rose*&*STARRY☆CANDY☆STRIPE*           | KIXM-29/31   | KIBM-284/7   |
| 10th | 2012年6月27日  | 田村ゆかり Love♡Live *I Love Rabbit*                             | KIXM-58/9    | KIBM-321/3   |
| 11th | 2013年5月29日  | 田村ゆかり Love♡Live *Fall in Love*                              | KIXM-90/1    | KIBM-358/60  |
| 12th | 2013年7月24日  | 17才だよ?!ゆかりちゃん祭り!!                                     | KIXM-133     | KIBM-385/6   |
| 13th | 2014年1月15日  | 田村ゆかり LOVE♡LIVE *Cute'n♡Cute'n Heart*                       | KIXM-149/50  | KIBM-406/8   |
| 14th | 2014年8月20日  | 田村ゆかり LOVE♡LIVE *Fruits Fruits♡Cherry*&*Caramel Ribbon*     | KIXM-169/71  | KIBM-448/51  |
| 15th | 2015年7月29日  | 田村ゆかり LOVE♡LIVE *Lantana in the Moonlight*                  | KIXM-207/8   | KIBM-522/23  |
| 16th | 2015年11月25日 | 田村ゆかり LOVE♡LIVE *Sunny side Lily*                           | KIXM-213/5   | KIBM-529/31  |
| 17th | 2018年5月23日  | 20th Anniversary 田村ゆかり LOVE ♡ LIVE 2017 *Crescendo ♡ Carol* | CNRV-0001    | CNRV-0002    |
| 18th | 2018年12月26日 | 田村ゆかり BIRTHDAY ♡ LIVE 2018 *Tricolore ♡ Plaisir*            | CNRV-0003    | CNRV-0004    |
| 19th | 2019年8月4日   | ゆかりっくFes '18 in Japan                                       | CRIV-0001    |              |
| 20th | 2020年2月27日  | 田村ゆかり LOVE ♡ LIVE 2019 *Twilight ♡ Chandelier*              | CNRB-0001    | CNRB-0002    |
| 21st | 2022年4月20日  | 田村ゆかり LOVE ♡ LIVE 2021 *Airy-Fairy Twintail*                | QANR-3003/4  | QANR-3005/7  |
| 22nd | 2022年11月30日 | 田村ゆかり Acoustic Tour 2022 *Soundrops*                        | QANR-3008/9  | QANR-3010/2  |
| 23rd | 2023年3月31日  | 田村ゆかり LOVE ♡ LIVE 2022 *Meet Me?*                           | TEXC-11001/2 | TEBC-96001/3 |
| 24th | 2024年3月27日  | 田村ゆかり LOVE ♡ LIVE 2023 *with me?*                           | TEXC-11003   | TEBC-96004   |
| 25th | 2025年1月29日  | 田村ゆかり LOVE ♡ LIVE 2024 *Honey bunny*                        | TEXC-11005   | TEBC-96007   |

## 神楽坂ゆかの作品
ライブ会場限定。
|              | 発売日        | タイトル                                                                | 規格品番     |
| ミニアルバム | ミニアルバム  | ミニアルバム                                                            | ミニアルバム |
| ------------ | ------------- | ----------------------------------------------------------------------- | ------------ |
| 1st          | 2013年9月16日 | 初恋                                                                    | NKZC-5/6     |
| 2nd          | 2014年8月26日 | Doki Doki ☆ π パイン                                                    | NKZC-7/8     |
| 3rd          | 2015年8月26日 | ひと夏の秘密                                                            | NKZC-9/10    |
| 映像作品     |               |                                                                         |              |
| 1st          | 2015年2月14日 | 神楽坂ゆか ファーストコンサート〜初めてだから…ね? お熱にサマーキッス♡〜 | NXD-1001     |

## キャラクターソング
やまとなでしことムーンエンジェル隊の作品はそれぞれの記事を参照。
1997年
- マクロス・ジェネレーション 1st HALF（パッセル）
  - 愛・おぼえていますか（パッセル（田村ゆかり）、カナリー（桜井智））

- WE CAN FLY（田村ゆかり&濱百合亜、5月28日）
  - WE CAN FLY（ラジオ「私たち、翔びます!」テーマソング）
  - 夏への予感（イントロダクション）

1998年
- パニ・ポニ・パ!（ラーコ、5月2日）
  - かぜのパニポニ（テレビアニメ『パニポニ』EDテーマ）

- ふたり暮らし オリジナル・サウンドトラック（斉藤ひかる、6月1日）
  - ふたり（アニメ「ふたり暮らし」挿入歌）
  - 恋は魔法（アニメ「ふたり暮らし」挿入歌）
  - ふたり（Another Mix）

- リトルプリンセス 〜マール王国の人形姫〜 ORIGINAL SOUNDTRACK（ミャオ、1月22日）
  - 悪の華（マージョリー（富沢美智恵）、クロウディア（山田美穂）、ガオ（神宮司弥生）、ミャオ（田村ゆかり））

- マール王国の人形姫 〜オリジナルヴォーカルアルバム〜（ミャオ、2月24日）
  - ミャオのKI・MO・CHI♡（PlayStationゲーム「マール王国の人形姫」挿入歌）

1999年
- 東京魔人學園退魔陣〜桜月夜（遠野杏子、7月31日）
  - あの日、あなたとわたしに降り注いだやさしい雪（柊（加瀬康之）&遠野杏子（田村ゆかり）/ドラマCD「東京魔人学園退魔陣」挿入歌）
  - あの日、あなたとわたしに降り注いだやさしい雪（女声Ver.）

- トゥルーラブストーリー2 ボーカルコレクション（君子、10月20日）
  - 指切りしよう

- サイトロンディスク・ガールズコレクション メモリーズオフ（音羽かおる、12月18日）
  - MEMORIE I.N.G（みんな（田村ゆかり、山本麻里安、那須めぐみ、浅野るり、河合久美、利田優子））

- 東京魔人學園月紅伝詩編〜雪街（遠野杏子、12月22日）
  - We Wish A Merry Christmas（真神学園高校聖歌隊（堀江由衣、川辺雅樹、浅川悠、石黒貴之、加瀬康之、田村ゆかり）

- ときめきメモリアル2 ボーカルトラックス（伊集院メイ、12月23日）

2000年
- リトルプリンセス 〜マール王国の人形姫2〜ORIGINAL SOUNDTRACK（ミャオ、3月8日）
  - お客様がやってきた！（クロウディア（山田美穂）、ガオ（神宮司弥生）、ミャオ（田村ゆかり））（ゲーム「天使のプレゼント マール王国物語」挿入歌、PS「リトルプリンセス 〜マール王国の人形姫2〜」挿入歌）
  - カルカンスキー家とバケネコフ家（宮川香月、水沢潤、磯野琴美、田村ゆかり）（ゲーム「天使のプレゼント マール王国物語」挿入歌、PS「リトルプリンセス 〜マール王国の人形姫2〜」挿入歌）
  - 戦士のさだめ（ニャンコ（富沢美智恵、宮川香月、水沢潤、佐藤天平、田村ゆかり）（ゲーム「天使のプレゼント マール王国物語」挿入歌、PS「リトルプリンセス 〜マール王国の人形姫2〜」挿入歌）

- 地球防衛企業ダイ・ガード オリジナルサウンドトラック2（谷川風花、3月23日）
  - この街（広報2課オールスターズ（伊藤健太郎、平松晶子、三木眞一郎、根谷美智子、笠原留美、田村ゆかり、大野まりな、泉尚摯、小西克幸、肥後誠））

- ドラマCD ときめきメモリアル2 Vol2 〜約束・遠い記憶〜（伊集院メイ、11月22日）
  - CATCH MY EYES

- 天使のプレゼント マール王国物語 オリジナルサウンドトラック（ミャオ、12月21日/PS2用ゲーム「天使のプレゼント マール王国物語」限定版付属CD）
  - サバト（マージョリー（富沢美智恵）、クロウディア（山田美穂）、ガオ（神宮司弥生）、ミャオ（田村ゆかり））（ゲーム「天使のプレゼント マール王国物語」挿入歌）

- DVD「マイアミ★ガンズ 第四弾」（天野ルウ、12月21日、映像特典）
  - 舞・MY・マイアミ★ガンズ（まーいいや、ミカン'S（桜小路妖（豊口めぐみ）&天野ルウ（田村ゆかり）））

2001年
- エンジェリック・コンサート Song Collection（クリノン＝リヴァーレ、1月19日）
  - My sweet darling（PCゲーム「エンジェリック・コンサート」挿入歌）
  - Myself・Yourself（サフィ＝スィーニー（堀江由衣）、クリノン＝リヴァーレ（田村ゆかり））（PCゲーム「エンジェリック・コンサート」挿入歌）

- ANGELIC CONCERT Song Collection Plus EXTRA TRACK OMNI SHOP SPECIAL（クリノン＝リヴァーレ、1月19日/OMNI SHOP通販特典）
  - Myself・Yourself（クリノン・SoloVer.）

- メモリーズオフ・マキシシングル・コレクションvol.3 まぶしさ 音羽かおる（音羽かおる、3月7日）
  - まぶしさ

- ときめきメモリアル2 ボーカルトラックス3（伊集院メイ、3月21日）
- ときめきメモリアル2 Blooming Stories 6 伊集院メイ（伊集院メイ、4月4日）
- "GALAXY ANGEL" Character Series:02 蘭花・フランボワーズ（蘭花・フランボワーズ、4月25日、ランティス）
- ギャラクシーエンジェルでSHOW♪（蘭花・フランボワーズ、8月29日、ランティス）
  - エンジェル・クロニクル（ミルフィーユ・桜葉（新谷良子）&蘭花・フランボワーズ（田村ゆかり））
  - シンデレラ・グラフィティ（「ギャラクシーエンジェル」（第3期）16話挿入歌）

- PCゲーム『ときめきメールボックス VOL.4』（伊集院メイ、8月9日）
  - 楽園（麻生華澄（鳥井美沙）、伊集院メイ（田村ゆかり））

- ギャラクシーエンジェル オリジナルサウンドトラック（蘭花・フランボワーズ、9月29日/ランティス）
  - Sorry!（ミルフィーユ・桜葉（新谷良子）、蘭花・フランボワーズ（田村ゆかり）、ミント・ブラマンシュ（沢城みゆき））

2002年
- ギャラクシーエンジェル すぺしゃるし〜でぃ〜♪（蘭花・フランボワーズ、1月26日、ランティス/アニメ第1期DVD購入応募特典）
  - 100%LOVE

- ギャラクシーエンジェルでFIGHT!（蘭花・フランボワーズ、1月26日、ランティス）
  - 100%LOVE（み〜つけたver.）

- メモオフ・ファーストコンサート ALBUM〜表も裏も完全ノーカット版!〜（音羽かおる、2月20日）
  - まぶしさ〜ライブバージョン〜
  - MEMORIE I・N・G〜ライブバージョン〜（みんな（間島淳司、山本麻里安、那須めぐみ、浅野るり、河合久美、利田優子、水樹奈々、菊池志穂、池澤春菜、仲西環、千葉紗子、南里侑香、小尾元政、REMI、KAORI））

- ギャラクシーエンジェルでSHOUT!（蘭花・フランボワーズ、4月24日、ランティス）
  - Give me! チョコレート（ミルフィーユ・桜葉（新谷良子）、蘭花・フランボワーズ（田村ゆかり）、ミント・ブラマンシュ（沢城みゆき））
  - シンデレラ・グラフィティ
  - エンジェル・クロニクル（ミルフィーユ・桜葉（新谷良子）＆蘭花・フランボワーズ（田村ゆかり））
  - まっしぐら（ミルフィーユ・桜葉（新谷良子）、蘭花・フランボワーズ（田村ゆかり）、ミント・ブラマンシュ（沢城みゆき）、フォルテ・シュトーレン（山口眞弓））

- ときめきメモリアル2 ハッピートークCD（伊集院メイ、5月下旬、ドラマCD「ときめきメモリアル2」Vol.8〜Vol.10購入特典応募者全員プレゼントCD）
  - もっと!モット!〜ときめき'99ひびきのバージョン〜（Hibikino Happy Project（高野直子、村井かずさ、橘ひかり、野村真弓、くまいもとこ、田村ゆかり、前田千亜紀、小菅真美、鳥井美沙、野田順子、山田美穂、本井えみ、増田ゆき、神谷浩史、野島健児、幸野善之、室園丈裕））

- TVアニメーション『ぴたテン』キャラクターCDシリーズ Vol.1 幸せになるといいな！（美紗、5月22日、ランティス）
  - 幸せになるといいな！
  - うれしい空の飛び方

- ときめきメモリアル2 ボーカルトラックス5（伊集院メイ、5月22日）
- えんじぇる Cha-Cha（ぴたぴたエンジェル♪（新谷良子、田村ゆかり）、7月3日、ランティス）
  - えんじぇるCha-Cha（ラジオ「ぴたぴたエンジェル♪」（2002年4月4日〜10月3日）OP）
  - おまじない「ぴたぴた♪」

- オリジナルドラマCD ギャラクシーエンジェル 〜飛び込んできたTWIN・STAR〜（蘭花・フランボワーズ、7月20日）
  - Happy Holiday（ミルフィーユ・桜葉（新谷良子）、蘭花・フランボワーズ（田村ゆかり）、ミント・ブラマンシュ（沢城みゆき））

- ミラクル☆パジャマ（ゼロ、8月9日）
- TVアニメーション『ぴたテン』イメージアルバム わいわいで行こう（美紗、10月2日、ランティス）
  - うきうき☆タラッタ

- 大魔王アリス ドラマアルバム（アリス、11月27日）
  - ぽよよんよん

- ラジオ『ぴたぴた♡エンジェル♪A』OPテーマ はぁ〜い! はぁ〜い! はぁ〜い!（ぴたぴたエンジェル♪A（新谷良子、田村ゆかり）/12月25日）
  - はぁ〜い! はぁ〜い! はぁ〜い!（ラジオ「ぴたぴたエンジェル♪A」（2002年10月10日〜2003年3月27日）OP）
  - Go Go LOVE！（ラジオ「ぴたぴたエンジェル♪A」（2002年10月10日〜2003年3月27日）ED）

2003年
- ドラマCD 秋桜の空に 〜空色の涼香〜（楠若菜、1月17日）
  - おもいでを空に（ドラマCD「秋桜の空に」EDテーマ）

- TVアニメーション『ぴたテン』ヴォーカルアルバム 天使たちの合唱会（美紗、1月22日、ランティス）
  - うきうき☆タラッタ
  - 幸せになるといいな
  - うれしい空の飛び方
  - コズミック・ダイビング（美紗（田村ゆかり）&樋口湖太郎（沢城みゆき））

- Broccori The Live 〜デ・ジ・キャラット&エンジェル隊コンサート〜 in 横浜アリーナ エンジェル隊EDITION（蘭花・フランボワーズ/ランティス）
  - エンジェル・クロニクルライブバージョン（ミルフィーユ・桜葉（新谷良子）＆蘭花・フランボワーズ（田村ゆかり））
  - まっしぐらライブバージョン（ミルフィーユ・桜葉（新谷良子）、蘭花・フランボワーズ（田村ゆかり）、ミント・ブラマンシュ（沢城みゆき）、フォルテ・シュトーレン（山口眞弓））

- ギャラクシーエンジェルA Limited スペシャル〜蘭花Ver.（蘭花・フランボワーズ、1月25日、ランティス/アニメ「ギャラクシーエンジェルA」DVD第2巻限定版付属おまけCD）
  - だって･･･なんだもん

- ギャラクシーエンジェル ボーカルアルバム Eternal Songs（蘭花・フランボワーズ、3月21日、ランティス）
  - Fortune♡Love 〜運命の女神はアタシの味方

- エンジェリック･コンサート ボーカルコレクション（クリノン＝リヴァーレ、4月2日、キングレコード）
  - Angel Pride（田村ゆかり名義/PS2、XBOX用ゲームソフト「エンジェリック・コンサート」OPテーマ）
  - My sweet darling（アレンジ）
  - Myself・Yourself（アレンジ）（サフィ＝スィーニー（堀江由衣）&クリノン＝リヴァーレ（田村ゆかり）
  - メロディーフラワー（田村ゆかり名義/PS2、XBOX用ゲームソフト「エンジェリック・コンサート」EDテーマ）

- ドラマCD 秋桜の空に 〜新緑の若菜〜（楠若菜、5月23日）
  - Everlasting Flower（ドラマCD「秋桜の空に〜新緑の若菜〜」EDテーマ）

- ミラクル★テレパシー（蘭花・フランボワーズ、5月23日、ランティス）
  - ミラクル★テレパシー（ミルフィーユ、蘭花、でじこ（新谷良子、田村ゆかり、真田アサミ）/ラジオ番組「GAだにょ（Z）」（2003年4月〜）OPテーマ）
  - 午前0時はハッピースタート！（ラジオ番組「GAだにょ（Z）」（2003年4月〜）ED）

- ギャラクシーエンジェル キャラクターファイル02 蘭花・フランボワーズ（蘭花・フランボワーズ、6月27日、ランティス）
- D.C. 〜ダ・カーポ〜 キャラクターソング Vol.2 芳乃さくら×水越萌×水越眞子（芳乃さくら、9月26日、ランティス）
- SAKURA 〜雪月華〜 劇中歌全集（出雲明日香、11月6日、キングレコード）
  - 瞳の旅人（PS2用ゲーム「SAKURA 〜雪月華〜」出雲明日香EDテーマ）

- GALAXY ANGEL X'mas CD 2003 ANGEL X'mas（蘭花・フランボワーズ、11月14日、ランティス）
  - Wake me UP！（ミルフィーユ・桜葉（新谷良子）&蘭花・フランボワーズ（田村ゆかり）/ラジオ「エンジェルLOVE」OP）
  - Happy Holiday（ミルフィーユ・桜葉（新谷良子）、蘭花・フランボワーズ（田村ゆかり）、ミント・ブラマンシュ（沢城みゆき））

- ギャラクシーエンジェルAA スペシャルCD Vol.2（蘭花・フランボワーズ、11月28日、ランティス/DVD「ギャラクシーエンジェルAA 4〜6 限定スペシャルパック」セット「ギャラクシーエンジェル ミュージックコレクション3」同梱）
  - Happy Birthday（オールキャスト（新谷良子、田村ゆかり、沢城みゆき、山口眞弓、かないみか、藤原啓治、三瓶由布子、サエキトモ、大原さやか、陶山章央、吉野裕行、保村真、志村知幸））

2004年
- ダ･カーポ玉2（芳乃さくら、2月25日/アニメ『D.C. 〜ダ・カーポ〜』DVDボックス購入者特典）
  - 風見学園校歌（朝倉音夢（野川さくら）、天枷美春（神田朱未）、白河ことり（堀江由衣）、芳乃さくら（田村ゆかり）、水越眞子（松岡由貴）、水越萌（伊月ゆい））

- ギャラクシーエンジェル キャラクターファイルセレクション ANGEL CHARGE（蘭花・フランボワーズ、2月25日、ランティス）
  - LITTLEシークレット
  - docchimo kocchimo（ミルフィーユ・桜葉（新谷良子）、蘭花・フランボワーズ（田村ゆかり）、ミント・ブラマンシュ（沢城みゆき））

- 『D.C.P.S. 〜ダ・カーポ〜 プラスシチュエーション』キャラクターイメージソングVol.1 D.C.P.S.C.S.1（芳乃さくら、4月7日）
- ギャラクシーエンジェル デュエット 2 蘭花・フランボワーズ&フォルテ・シュトーレン（蘭花・フランボワーズ、5月28日、ランティス）
- ルーンプリンセス ヴォーカルアルバム（メアリッテ・サジテリアリア、6月23日、KICA-644）
- 『D.C.P.S. 〜ダ・カーポ〜 プラスシチュエーション』キャラクターイメージソングVol.2 D.C.P.S.C.S.2（芳乃さくら、7月7日）
- スペシャル特典 パールのギャラクシーエンジェル（蘭花・フランボワーズ、8月1日、ランティス/ドラマCD『金のギャラクシーエンジェル』、『銀のギャラクシーエンジェル』ダブル購入キャンペーンCD）
  - Wake me UP！〜銀 Ver.〜(フルコーラス版)（蘭花・フランボワーズ（田村ゆかり）&ミント・ブラマンシュ（沢城みゆき））

- GALAXY ANGEL X'mas CD 2004 MIRACLE X'MAS（蘭花・フランボワーズ、11月21日、ランティス）
  - Moonlight♡クリスマス

- TVアニメ『Φなる・あぷろーち』ボーカルアルバム 『Love,Fate,Love』（守屋美紀、11月26日、LACA-5332）
- 魔法少女リリカルなのは サウンドステージ01（高町なのは、11月26日、キングレコード）
- D.C.〜ダ・カーポ〜 Vocal Selection Vol.2 My Little Wish（芳乃さくら、12月1日）
- てんほー牌娘テーマソングCD（マリー・プーペ、12月28日/PS2用ゲームソフト『ちゅ〜かな雀士 てんほー牌娘 コレクターズエディション』初回特典版付属）
  - あ・げ・る（PS2用ゲームソフト『ちゅ〜かな雀士 てんほー牌娘』マリー・プーペEDテーマ）

2005年
- TVアニメ『舞-HiME』キャラクターボーカルアルバム 初恋方程式 第1楽章（杉浦碧、2月23日）
- 魔法少女リリカルなのは サウンドステージ03（高町なのは、4月6日、キングレコード）
- ギャラクシーエンジェル毎月CD 2/6 蘭花・フランボワーズ Longin' For You（蘭花・フランボワーズ、4月22日、ランティス）
- 偶然天使（蘭堂りの、5月25日、キングレコード）
  - 偶然天使（極上生徒会執行部（田村ゆかり、生天目仁美、野田順子、清水香里、沢城みゆき）/アニメ「極上生徒会」前期OPテーマ）
  - EVERYTHING IN MY HEART（会長（生天目仁美）&書記（田村ゆかり））

- 極上生徒会 キャラクターシングル Vol.1 執行部書記・蘭堂りの&会長・神宮司奏（蘭堂りの、6月22日、キングレコード）
- JINKI:EXTEND SPECIAL FEATURES MINI ALBUM RUI（黄坂ルイ、6月22日/アニメ『ジンキ・エクステンド』DVD第3巻限定版特典）
  - ある日
  - 存在
  - 好敵手
  - 青空

- ギャラクシーエンジェル Duet Album ANGEL SHAKE（蘭花・フランボワーズ、8月26日、ランティス）
  - Happy Smile Brightness（（蘭花・フランボワーズ（田村ゆかり）&フォルテ・シュトーレン（山口眞弓））

- D.C.S.S. 〜ダ・カーポ セカンドシーズン〜 ボーカルアルバムVol.1（芳乃さくら、10月26日）
- JINKI:EXTEND 黄坂ルイ キャラクターソングアルバム 物語（黄坂ルイ、11月2日）
  - 存在(Another.ver)
  - 好敵手(Another.ver)
  - 瞳
  - 道

- 極上生徒会 ベストアルバム 極上音楽集（11月10日、キングレコード）
- 魔法少女リリカルなのはA's サウンドステージ01（高町なのは、11月23日、キングレコード）
- 「いつだってMyサンタ！」マイマイキャラクターソング GANVARE！（マイマイ、11月23日）
  - お願い☆サンタクロース

- my saint〜いつだってMyサンタ！ BGM & CHARACTER SONGS REMIX（マイマイ、12月21日）
  - GANVARE！リミックスバージョン

- TVアニメ『かしまし〜ガール・ミーツ・ガール〜』イメージソング コンパス 〜笑顔の行方〜（来栖とまり、12月21日）
  - コンパス 〜笑顔の行方〜（大佛はずむ（植田佳奈）、神泉やす菜（堀江由衣）、来栖とまり（田村ゆかり））

- GALAXY ANGEL II&I デュエットCD 4 カルーア・マジョラム&蘭花・フランボワーズ（カルーア・マジョラム（平野綾）＆蘭花・フランボワーズ（田村ゆかり）、12月23日、ランティス）

2006年
- 極上プッチャン音頭（プッチャンと、りの、1月25日、キングレコード/DVD『極上生徒会 Vol.7』特典CD）
  - 極上プッチャン音頭

- D.C. Four Seasons 〜ダ・カーポ〜 フォーシーズンズ ボーカルミニアルバム（芳乃さくら、2月8日）
- 魔法少女リリカルなのはA's サウンドステージ03（高町なのは、3月8日、キングレコード）
- TVアニメ『かしまし〜ガール・ミーツ・ガール〜』イメージソング集 Norte Amour（来栖とまり、4月5日）
  - 半分
  - みちしるべ(TV size) とまりバージョンfeaturing：来栖とまり(田村ゆかり)（アニメ『かしまし 〜ガール・ミーツ・ガール〜』第11話EDテーマ）

- D.C.S.S. 〜ダ・カーポ セカンドシーズン〜 ボーカルアルバムVol.2（芳乃さくら、5月10日）
- 魔法少女リリカルなのはA's サウンドステージ ボーカルベストコレクション（高町なのは、8月11日、キングレコード）
- おとぎ銃士赤ずきん キャラクターミニアルバム 第1巻 〜赤ずきん・白雪姫・いばら姫〜（赤ずきん、10月4日、キングレコード）
  - Happy Loop!（アニメ『おとぎ銃士赤ずきん』第18話挿入歌）
  - 笑顔の宝物（四つ葉騎士団三銃士（赤ずきん（田村ゆかり）・白雪姫（立野香菜子）・いばら姫（沢城みゆき））（アニメ「おとぎ銃士赤ずきん」後期EDテーマ（15話〜））

- おとぎ銃士赤ずきん キャラクターミニアルバム 第2巻 〜三銃士&りんご〜（赤ずきん、12月6日、キングレコード）
  - カンパネラ行進曲

2007年
- おとぎ銃士赤ずきん キャラクターミニアルバム 第3巻 〜三銃士&グレーテル〜（赤ずきん、3月7日）
  - 君のポケットの中

- おとぎ銃士赤ずきん ドラマ&サウンドトラック 第3章（赤ずきん、4月11日）
  - 我こそはパン・キホーテ!
  - じゅ〜すぅい〜ソング（三銃士（赤ずきん（田村ゆかり）・白雪姫（立野香菜子）・いばら姫（沢城みゆき）））

- 魔法少女リリカルなのはStrikerS サウンドステージ01（高町なのは、5月23日）
- 真らき☆すた 萌えドリル 〜旅立ち〜 ごめんねマキシCD（宮河ひかげ、5月24日）
- 魔法少女リリカルなのはStrikerS サウンドステージ02（高町なのは、7月18日）
- ひぐらしのなく頃に キャラクターCD VOL.3 古手梨花×北条沙都子（古手梨花、7月25日）
- TVアニメ『もえたん』オープニング主題歌『魔法少女マジカルたん!』（虹原いんく/7月25日）
- TVアニメ『もえたん』オリジナルサウンドトラック&キャラクターミニアルバム「Magical Melody!」（虹原いんく、10月10日）
  - 始まりアンダンテ

- アイドルマスター XENOGLOSSIA キャラクターアルバムvol.2 熱唱！巨大（サンライズ）ロボットアニメソング・嵐（水瀬伊織、10月10日）
- "PlayStation 2"専用ソフト「ギャラクシーエンジェルII 無限回廊の鍵」ヒロインエンディング Magical☆paradise（蘭花・フランボワーズ/10月26日）
- 「Myself;Yourself」キャラクターソングVol.4 若月朱里（若月朱里、12月7日）
  - Never leave me alone

- ヒロイック・エイジ SIDE WAY I（テイル、12月26日）
  - Super2 idol tune（テイル（田村ゆかり）、メイル（釘宮理恵））

- ひぐらしのなく頃に解 〜character case book〜 Vol.1 羽入Link古手梨花（古手梨花、12月29日）
- コミックマーケット73限定CD「ひぐらしのなく頃に解」（古手梨花、12月29日）
  - ひぐらしのなく頃に解 〜character case book〜スペシャルミックスメドレー（羽入（堀江由衣）・古手梨花（田村ゆかり）・鷹野三四（伊藤美紀）・富竹ジロウ（大川透））

| 発売日   | 商品名 | 歌 | 楽曲 | 備考                                                                                        |
| 2008年   | 2008年 | 2008年 | 2008年 | 2008年                                                                                      |
| -------- | --- | --- | --- | ------------------------------------------------------------------------------------------- |
| 1月10日  | シュラキ・トリニティBOX-03 シャル 特典CD                                                                        | シャル・ルズマン（田村ゆかり） | Blue Eyes | フィギュア『シュラキ〜朱羅姫〜』キャラクターテーマソング                                    |
| 1月25日  | ムシウタ Vol.5 スペシャルCD 5                                                                                   | みんみん（田村ゆかり） | Spiral_Paradox | TVアニメ『ムシウタ』関連曲                                                                  |
| 6月21日  | Blanc Noir〜きっとうまくいくよ〜/CHAMPS DE FLEURS〜シャンドフルール〜                                           | ももうさ・はなうさ（田村ゆかり） | CHAMPS DE FLEURS | TVアニメ『シュガーバニーズ』関連曲                                                          |
| 11月19日 | 快盗天使ツインエンジェル OVAオリジナルサウンドトラック                                                          | 水無月遥（田村ゆかり）、神無月葵（能登麻美子） | 「Twinkle☆Twinkle」 | OVA『快盗天使ツインエンジェル』エンディングテーマ                                           |
| 11月21日 | ひぐらしのなく頃に 解 FANDISC FILE.03 DVD特典CD                                                                 | 前原圭一（保志総一朗）、竜宮レナ（中原麻衣）、園崎魅音・詩音（雪野五月）、古手梨花（田村ゆかり）、北条沙都子（かないみか）、羽入（堀江由衣）、北条悟史（小林ゆう） | 「With "You" -絆-」 | 『ひぐらしのなく頃に解』関連曲                                                              |
| 2009年   | | | |                                                                                             |
| 1月7日   | "PlayStation 2"専用ソフト「ギャラクシーエンジェルII 永劫回帰の刻」ヒロインエンディング Soul in love             | 蘭花・フランボワーズ（田村ゆかり） | 「Magic☆paradise」 | PlayStation 2専用ゲーム『GALAXY ANGEL II 無限回廊の鍵』第6章エンディング                    |
| 3月4日   | 魔法少女リリカルなのはStrikerS サウンドステージボーカルコレクション                                             | 高町なのは（田村ゆかり） | 「魔法の言葉〜Lyrical harmony〜（SkyHigh Edition）」 | TVアニメ『魔法少女リリカルなのはStrikerS』関連曲                                            |
| 3月4日   | 魔法少女リリカルなのはStrikerS サウンドステージボーカルコレクション                                             | 高町なのは（田村ゆかり） | あなたの笑顔に（Piano ver） | TVアニメ『魔法少女リリカルなのはStrikerS』関連曲                                            |
| 3月25日  | 明日のよいち! キャラクターソング Vol.3 斑鳩ちはや                                                               | 斑鳩ちはや（田村ゆかり） | 「Nonfiction family」 「「まぜるな! キケン」が基本ッス」 | TVアニメ『明日のよいち!』関連曲                                                             |
| 3月25日  | 明日のよいち! DVD第1巻特典CD                                                                                    | 斑鳩四姉妹（佐藤利奈、戸松遥、田村ゆかり、花澤香菜） | 「I,my,meで生きてみよー!」 | WEBラジオ『明日のよいちらじを!』テーマソング                                                |
| 5月20日  | 快盗天使ツインエンジェル2 オリジナルサウンドトラック                                                            | ave;new feat.水無月遥（田村ゆかり）、神無月葵（能登麻美子）、葉月くるみ（釘宮理恵）                                                                                | 「いただき♪トリオDE絶対☆エンジェル!!」 | パチスロ『快盗天使ツインエンジェル2』関連曲                                                 |
| 6月24日  | 明日のよいち! DVD第4巻特典CD                                                                                    | 斑鳩ちはや（田村ゆかり） | 「I,my,meで生きてみよー!」 | TVアニメ『明日のよいち!』関連曲                                                             |
| 8月14日  | 魔法少女リリカルなのは The MOVIE 1st ドラマCD付特別鑑賞券 Side-N                                                | 高町なのは（田村ゆかり） | 「小さな花を」 | 映画『魔法少女リリカルなのは The MOVIE 1st』関連CD、（コミックマーケット限定販売）          |
| 2010年   | | | |                                                                                             |
| 5月26日  | B型H系 キャラクターソングアルバム                                                                               | 山田（田村ゆかり） | 「めざせ!H友達100人!!」 | TVアニメ『B型H系』関連曲                                                                    |
| 5月26日  | B型H系 キャラクターソングアルバム                                                                               | 山田（田村ゆかり）、宮野まゆ（花澤香菜）、金城京香（小林ゆう） | 「ノノノノン」 | TVアニメ『B型H系』第10話挿入歌                                                              |
| 8月4日   | 刀語 第五巻『賊刀・鎧』                                                                                         | とがめ（田村ゆかり） | 「愛と誠」 | TVアニメ『刀語』エンディングテーマ                                                          |
| 2011年   | | | |                                                                                             |
| 1月12日  | 俺の妹がこんなに可愛いわけがない オリジナルサウンドトラック                                                     | メルル（田村ゆかり） | 「めてお☆いんぱくと」 | TVアニメ『俺の妹がこんなに可愛いわけがない 』挿入歌                                         |
| 3月17日  | 武装神姫 CHARACTER SONG & SPECIAL RADIO RONDO Vol.2                                                             | ハイマニューバトライク型MMSイーダ（田村ゆかり） | 「SHINE」 | TVアニメ『武装神姫』関連曲                                                                  |
| 4月20日  | Choose my love!/妄想少女A                                                                                       | 美嶋紅音（堀江由衣）、セップククロウサギ（田村ゆかり） | 「妄想少女A」 | TVアニメ『けんぷファー für die Liebe』エンディングテーマ                                    |
| 8月17日  | オンナのコって♪マジ☆超えんじぇる!!/Shining☆Star                                                                 | 水無月遥（田村ゆかり）、神無月葵（能登麻美子）、葉月クルミ（釘宮理恵）                                                                                             | 「Shining☆Star」 | TVアニメ『快盗天使ツインエンジェル〜キュンキュン☆ときめきパラダイス!!〜』エンディングテーマ |
| 9月30日  | ドラマCD 快盗天使ツインエンジェル Vol.1                                                                         | 水無月遥（田村ゆかり）、神無月葵（能登麻美子）、葉月クルミ（釘宮理恵）                                                                                             | 「女の子☆キラ☆キラ」 | ラジオ『放送天使ツインエンジェルR』テーマソング                                             |
| 11月16日 | 快盗天使ツインエンジェル3 サウンド・コレクション キュンキュン☆セレクト                                          | あべにゅうぷろじぇくと feat.水無月遥（田村ゆかり）、神無月葵（能登麻美子）、葉月クルミ（釘宮理恵）                                                                 | 「超愉快軽快☆快調快盗天使!!」 | パチスロ『快盗天使ツインエンジェル3』関連曲                                                 |
| 11月25日 | ドラマCD 快盗天使ツインエンジェル Vol.2                                                                         | 水無月遥（田村ゆかり）、神無月葵（能登麻美子） | 「夏色パレット」 | ラジオ『放送天使ツインエンジェルR』テーマソング                                             |
| 12月7日  | 〜俺の妹がこんなに可愛いわけがないComplete Collection+〜俺妹コンプ+!                                            | 来栖加奈子（田村ゆかり） | 「いいえ、トムは妹に対して性的な興奮をおぼえています」 | TVアニメ『俺の妹がこんなに可愛いわけがない』エンディングテーマ                              |
| 2012年   | | | |                                                                                             |
| 1月25日  | ドラマCD 快盗天使ツインエンジェル Vol.3                                                                         | 水無月遥（田村ゆかり）、神無月葵（能登麻美子）、葉月クルミ（釘宮理恵）                                                                                             | 「My♡Friends」 | ラジオ『放送天使ツインエンジェルR』テーマソング                                             |
| 1月25日  | C3 -シーキューブ- Character Song Album                                                                          | フィア（田村ゆかり） | あたらしい私 | TVアニメ『C3 -シーキューブ-』関連曲                                                         |
| 4月25日  | シャイニング・ブレイド キャラクターソングアルバム                                                               | ミスティ（田村ゆかり） | 夏色のマーメイド | ロールプレイングゲーム『シャイニング・ブレイド』関連曲                                      |
| 4月25日  | シャイニング・ブレイド キャラクターソングアルバム                                                               | ミスティ（田村ゆかり） | 紅き情熱の唄 | ロールプレイングゲーム『シャイニング・ブレイド』関連曲                                      |
| 4月25日  | シャイニング・ブレイド キャラクターソングアルバム                                                               | アルティナ（井上麻里奈）、エルミナ（早見沙織）、ミスティ（田村ゆかり）、トウカ（堀江由衣）、ローゼリンデ（桑島法子）                                               | 輝く旗のもとに | ロールプレイングゲーム『シャイニング・ブレイド』関連曲                                      |
| 4月27日  | 快盗天使ツインエンジェル THE BEST ANGEL                                                                         | ave;new feat.水無月遥（田村ゆかり）、神無月葵（能登麻美子）、葉月クルミ（釘宮理恵）                                                                                | 「Last Desire」 | パチスロ『快盗天使ツインエンジェル3』関連曲                                                 |
| 4月27日  | 快盗天使ツインエンジェル THE BEST ANGEL                                                                         | 水無月遥（田村ゆかり） | 「GOOD DAY!」 | パチスロ『快盗天使ツインエンジェル3』関連曲                                                 |
| 2013年   | | | |                                                                                             |
| 2月27日  | 俺の彼女と幼なじみが修羅場すぎる BD・DVD第1巻特典CD                                                             | 自らを演出する乙女の会 | 「Girlish Lover」 | TVアニメ『俺の彼女と幼なじみが修羅場すぎる』オープニングテーマ                              |
| 5月22日  | 俺の彼女と幼なじみが修羅場すぎる BD・DVD第4巻特典CD                                                             | 夏川真涼（田村ゆかり） | 「Masquerade kiss」 | TVアニメ『俺の彼女と幼なじみが修羅場すぎる』関連曲                                          |
| 6月26日  | 波打際のむろみさん キャラクターソングアルバム 波打際のMUSIC                                                     | むろみさん（田村ゆかり） | 「すいと！奇跡少年」 | TVアニメ『波打際のむろみさん』関連曲                                                        |
| 6月26日  | 波打際のむろみさん キャラクターソングアルバム 波打際のMUSIC                                                     | むろみさん（田村ゆかり）、ひぃちゃん（野中藍） | 「平行線∞大論争」 | TVアニメ『波打際のむろみさん』関連曲                                                        |
| 6月26日  | 波打際のむろみさん キャラクターソングアルバム 波打際のMUSIC                                                     | むろみさん（田村ゆかり）、ひぃちゃん（野中藍）、隅田さん（上坂すみれ）                                                                                             | 「シーサイド99」 | TVアニメ『波打際のむろみさん』関連曲                                                        |
| 8月21日  | 俺の彼女と幼なじみが修羅場すぎる BD・DVD第7巻特典CD                                                             | 自らを演出する乙女の会 | 「Girlish Party」 | TVアニメ『俺の彼女と幼なじみが修羅場すぎる』関連曲                                          |
| 8月21日  | 俺の彼女と幼なじみが修羅場すぎる BD・DVD全巻購入特典CD                                                          | 自らを演出する乙女の会 | 「春夏秋冬乙女の会」 | TVアニメ『俺の彼女と幼なじみが修羅場すぎる』関連曲                                          |
| 2014年   | | | |                                                                                             |
| 1月22日  | コードレス☆照れ☆PHONE/も・ぎ・た・てフルーツガールズ♥                                                           | 草壁ゆか（田村ゆかり） | 「コードレス☆照れ☆PHONE」 | TVアニメ『のうりん』挿入歌                                                                  |
| 1月22日  | コードレス☆照れ☆PHONE/も・ぎ・た・てフルーツガールズ♥                                                           | 草壁ゆか（田村ゆかり） with 訓練された者たち | 「コードレス☆照れ☆PHONE」 | TVアニメ『のうりん』挿入歌                                                                  |
| 1月22日  | コードレス☆照れ☆PHONE/も・ぎ・た・てフルーツガールズ♥                                                           | 木下林檎（田村ゆかり）、中沢農（花澤香菜） | 「も・ぎ・た・てフルーツガールズ♥」 | TVアニメ『のうりん』エンディングテーマ                                                      |
| 1月22日  | コードレス☆照れ☆PHONE/も・ぎ・た・てフルーツガールズ♥                                                           | 木下林檎（田村ゆかり） | 「も・ぎ・た・てフルーツガールズ♥」 | TVアニメ『のうりん』関連曲                                                                  |
| 5月21日  | オラシオン | 白（茅野愛衣）、ステファニー・ドーラ（日笠陽子）、ジブリール（田村ゆかり）                                                                                         | 「Bias Hacker」 | TVアニメ『ノーゲーム・ノーライフ』関連曲                                                    |
| 5月28日  | ロボットガールズZ ソングアルバム1                                                                               | 暗黒大将軍娘（田村ゆかり） | 「果てしない暗黒」 | TVアニメ『ロボットガールズZ』関連曲                                                         |
| 11月26日 | ノーゲーム・ノーライフ BD・DVD第6巻特典CD                                                                       | ジブリール（田村ゆかり） | 「Yes,my master my load」 | TVアニメ『ノーゲーム・ノーライフ』関連曲                                                    |
| 2015年   | | | |                                                                                             |
| 4月22日  | ガールフレンド（仮） BD・DVD第4巻特典CD                                                                         | 時谷小瑠璃（田村ゆかり） | 「Sewing My MODE」 | TVアニメ『ガールフレンド（仮）』関連曲                                                      |
| 2016年   | | | |                                                                                             |
| 10月23日 | CR戦国乙女 ～花～ オリジナルサウンドトラック                                                                    | 織田ノブナガ(田村ゆかり)、豊臣ヒデヨシ(新名彩乃)、前田トシイエ(阿澄佳奈)                                                                                           | 「唄エヤ踊レ夢宴」 | パチンコ『CR戦国乙女』関連曲                                                                |
| 12月29日 | 魔法少女リリカルなのは Reflection ドラマCD付き特別鑑賞券 なのは&はやて編+ボーナストラックViVid Strike! フーカ編 | 高町なのは（田村ゆかり） | 「勇気の翼」 | 劇場アニメ『魔法少女リリカルなのは Reflection』関連曲                                       |
| 2017年   | | | |                                                                                             |
| 4月26日  | 〜俺の妹がこんなに可愛いわけがない。Complete Collection+〜俺妹コンプ。+!                                        | メルル（田村ゆかり） | 「ぷらねっと☆ばーすと」 | TVアニメ『俺の妹がこんなに可愛いわけがない。』挿入歌                                        |
| 7月21日  | 魔法少女リリカルなのは Reflection Original Sound Track                                                          | 高町なのは（田村ゆかり） | 「真夏のHoney Days」 | 劇場アニメ『魔法少女リリカルなのは Reflection』挿入歌                                       |
| 7月26日  | アイドル事変 BD・DVD第5巻特典CD                                                                                 | Cherry7 | 「煌めきのシンフォニア」 | TVアニメ『アイドル事変』挿入歌                                                              |
| 8月2日   | Twin Angel Song Selection Jewelry                                                                               | 水無月遥（田村ゆかり） | 「Don't stop Movin' on!」 | パチスロ『ツインエンジェルBREAK』関連曲                                                     |
| 8月2日   | Twin Angel Song Selection Jewelry                                                                               | 水無月遥（田村ゆかり）、神無月葵（能登麻美子）、葉月クルミ（釘宮理恵）                                                                                             | 「未完成Angel 〜we are one〜」 | パチスロ『ツインエンジェルBREAK』関連曲                                                     |
| 2018年   | | | |                                                                                             |
| 4月25日  | 欲張りDreamer                                                                                                   | ハル（花江夏樹）、ちょこ（田村ゆかり） | 「欲張りDreamer」 | TVアニメ『ラストピリオド -終わりなき螺旋の物語-』オープニングテーマ                         |
| 4月25日  | 欲張りDreamer                                                                                                   | ちょこ（田村ゆかり） | 「あ、ほーるうにゅわーるど。」 | TVアニメ『ラストピリオド -終わりなき螺旋の物語-』関連曲                                     |
| 5月23日  | TEARS ECHO | フィーニス（田村ゆかり） | 「TEARS ECHO」 「終滅の歌」 | TVアニメ『LOST SONG』エンディングテーマ                                                     |
| 6月20日  | OVER HEAT,OVER HEAT                                                                                             | ミスティーハニー（田村ゆかり） | 「OVER HEAT,OVER HEAT」 | TVアニメ『Cutie Honey Universe』挿入歌                                                      |
| 6月20日  | OVER HEAT,OVER HEAT                                                                                             | ミスティーハニー（田村ゆかり） | 「愛がなくちゃ戦えない」 | TVアニメ『Cutie Honey Universe』関連曲                                                      |
| 6月27日  | 俺ジナルソングス                                                                                                | PRISMA | 「愛・衝撃！」 | TVアニメ『魔法少女 俺』挿入歌                                                               |
| 7月4日   | HUGっと！プリキュア ボーカルアルバム パワフル♥エール                                                            | キュアマシェリ（田村奈央）、キュアアムール（田村ゆかり） | 「大好き∞無限POWER」 | TVアニメ『HUGっと！プリキュア』挿入歌                                                       |
| 7月4日   | HUGっと！プリキュア ボーカルアルバム パワフル♥エール                                                            | 愛崎えみる（田村奈央）、ルールー・アムール（田村ゆかり） | 「キミとともだち」 | TVアニメ『HUGっと！プリキュア』挿入歌                                                       |
| 7月4日   | HUGっと！プリキュア ボーカルアルバム パワフル♥エール                                                            | キュアエール（引坂理絵）、キュアアンジュ（本泉莉奈）、キュアエトワール（小倉唯）、キュアマシェリ（田村奈央）、キュアアムール（田村ゆかり）                         | 「HUGっと！未来☆ドリーマー（5 PRECURE Ver.）」 | TVアニメ『HUGっと！プリキュア』関連曲                                                       |
| 8月22日  | HUGっと!YELL FOR YOU                                                                                            | キュアエール（引坂理絵）、キュアアンジュ（本泉莉奈）、キュアエトワール（小倉唯）、キュアマシェリ（田村奈央）、キュアアムール（田村ゆかり）                         | 「HUGっと！YELL FOR YOU」 | TVアニメ『HUGっと！プリキュア』エンディングテーマ                                           |
| 8月22日  | HUGっと!YELL FOR YOU                                                                                            | 愛崎えみる（田村奈央）、ルールー・アムール（田村ゆかり） | 「LOVE & LOVE」 | TVアニメ『HUGっと！プリキュア』挿入歌                                                       |
| 9月26日  | LOST SONG Blu-ray BOX ～Full Orchestra～ 特典CD                                                                 | フィーニス（田村ゆかり） | 「青く清き水の歌」 「炎の鼓動 〜愛する人へ〜」 「炎の鼓動 〜愛した人へ〜」 「終滅の歌 〜伝説の始まり〜」 「癒やしの歌 〜あの時の光〜」 「終滅の歌 〜星に歌えば〜」 | TVアニメ『LOST SONG』挿入歌                                                                 |
| 9月26日  | LOST SONG Blu-ray BOX ～Full Orchestra～ 特典CD                                                                 | リン（鈴木このみ）、フィーニス（田村ゆかり） | 「癒しの歌 〜星に歌えば〜」 「LOST SONG」 | TVアニメ『LOST SONG』挿入歌                                                                 |
| 9月26日  | LOST SONG Blu-ray BOX ～Full Orchestra～ アニメイト&ゲーマーズ特典CD                                            | フィーニス（田村ゆかり） | 「癒しの歌」 | TVアニメ『LOST SONG』挿入歌                                                                 |
| 9月26日  | ISLAND オリジナル・サウンドトラック                                                                             | 御原凛音（田村ゆかり） | 「Lasting Memories」 | TVアニメ『ISLAND』挿入歌                                                                    |
| 9月26日  | ISLAND オリジナル・サウンドトラック                                                                             | 御原凛音（田村ゆかり）、三千界切那（鈴木達央） | 「Quiet sea」 | TVアニメ『ISLAND』挿入歌                                                                    |
| 10月24日 | I魔法少女リリカルなのは Detonation Original Sound Track                                                         | 高町なのは（田村ゆかり） | 「守りたい世界」 | 劇場アニメ『魔法少女リリカルなのは Detonation』挿入歌                                       |
| 10月24日 | I魔法少女リリカルなのは Detonation Original Sound Track                                                         | 高町なのは（田村ゆかり） | 「小さな魔法〜Lyrical Flower〜」 | 劇場アニメ『魔法少女リリカルなのは Detonation』エンディングテーマ                           |
| 2019年   | | | |                                                                                             |
| 1月16日  | HUGっと！プリキュア ベストアルバム Cheerful Songs Best                                                          | 野乃はな（引坂理絵）、薬師寺さあや（本泉莉奈）、輝木ほまれ（小倉唯）、愛崎えみる（田村奈央）、ルールー・アムール（田村ゆかり）                                     | 「キミとともだち（One For All, All For One Ver.）」 | TVアニメ『HUGっと！プリキュア』挿入歌                                                       |
| 11月20日 | 魔法少女リリカルなのは キャラクターソング コンプリートBOX                                                       | ディアーチェ（植田佳奈）、シュテル（田村ゆかり）、レヴィ（水樹奈々）                                                                                               | 「暁の祈り〜Ver.Trinity Hearts」 | 劇場アニメ『魔法少女リリカルなのは Reflection』関連曲                                       |
| 11月20日 | 魔法少女リリカルなのは キャラクターソング コンプリートBOX                                                       | 高町なのは（田村ゆかり）、フェイト・T・ハラオウン（水樹奈々） | 「Brand new Days」 | 劇場アニメ『魔法少女リリカルなのは Reflection』関連曲                                       |
| 12月25日 | クイーンズブレイド WHITE TRIANGLE キャラクターソングアルバム Trust                                              | 思議な猫（田村ゆかり）、TRIANGLE | 「Trust (Complete Edition)」 | ゲーム『クイーンズブレイド WHITE TRIANGLE』関連曲                                           |
| 12月25日 | クイーンズブレイド WHITE TRIANGLE キャラクターソングアルバム Trust                                              | 思議な猫（田村ゆかり） | 「Resonant Stars」 | ゲーム『クイーンズブレイド WHITE TRIANGLE』関連曲                                           |
| 2020年   | | | |                                                                                             |
| 8月26日  | ECHOES | M4 SOPMODII（田村ゆかり） | 「add ME」 | ゲーム『ドールズフロントライン』関連曲                                                      |
| 2021年   | | | |                                                                                             |
| 9月10日  | With You ～魔法使いとウィズ～（デジタル配信）                                                                   | ウィズ（田村ゆかり） | 「With You ～魔法使いとウィズ～」 | ゲーム『クイズRPG 魔法使いと黒猫のウィズ』エンディングテーマ                                |
| 2023年   | | | |                                                                                             |
| 11月8日  | 僕の心のヤバいやつ 第9巻特装版付属オリジナルCD                                                                  | 市川香菜（田村ゆかり） | 「つづく」 | 漫画『僕の心のヤバいやつ』関連曲                                                            |
| 2024年   | | | |                                                                                             |
| 1月15日  | 本懐ノ雫 | ミュルジス（田村ゆかり） | 「本懐ノ雫」 | ゲーム『アークナイツ』関連曲                                                                |
| 10月23日 | メメントモリ Lament Collection Vol.2                                                                            | リズ（田村ゆかり） | 「Song of Wind」 | ゲーム『メメントモリ』キャラクター専用曲                                                    |
| 2025年   | | | |                                                                                             |
| 6月25日  | スライム倒して300年、知らないうちにレベルMAXになってました ～そのに～ BD特典CD                                  | ペコラ（田村ゆかり） | 「MAD ODD WOO」 | テレビアニメ『スライム倒して300年、知らないうちにレベルMAXになってました ～そのに～』挿入歌 |
| 10月22日 | メメントモリ Lament Collection Vol.3 〜Witches of Qlipha〜                                                      | エルフリンデ（田村ゆかり） | 「I. THE LANCE」 | ゲーム『メメントモリ』キャラクター専用曲                                                    |

### 未音源化・作品内配信
- PCブラウザゲーム「エンゲージプリンセス〜眠れる姫君と夢の魔法使い〜」
  - 責任とってよね（星神パステル（田村ゆかり））

サービス終了。

- ブラウザゲーム「御城プロジェクトRE〜CASTLE DEFENSE〜」
  - 四代目江戸城（田村ゆかり）VS DMM城（伊藤美来） ラップ
  - 四代目江戸城（田村ゆかり）VS 指月伏見城（釘宮理恵） ラップ
  - DMM城（伊藤美来) VS 四代目江戸城（田村ゆかり） ラップ
  - 指月伏見城（釘宮理恵） VS 四代目江戸城（田村ゆかり） ラップ

YouTubeのDMM GAMES 御城プロジェクト:RE 公式チャンネルで配信。

- スマートフォン用ゲーム「妖怪ウォッチ ぷにぷに」
  - IDOL☆BOUT！ ～わたしをみつめるズラ♡～（小牧駒美（田村ゆかり））

YouTubeのレベルファイブ公式チャンネルで配信。ゲーム内の条件達成によってBGMとして再生可能。

## その他参加作品
| 発売日        | 商品名                                               | 歌                       | 楽曲                                          | 備考                                                      |
| ------------- | ---------------------------------------------------- | ------------------------ | --------------------------------------------- | --------------------------------------------------------- |
| 2011年9月7日  | anim.o.v.e 03                                        | m.o.v.e feat. 田村ゆかり | 「LOVE SHOWER」                               | テレビ東京『アニソンぷらす』2011年9月度エンディングテーマ |
| 2020年12月9日 | VOICE〜声優たちが歌う松田聖子ソング〜 Female Edition | 田村ゆかり               | 「Rock'n Rouge」                              |                                                           |
| 2022年6月1日  | 恋はエクスプロージョン（feat.田村ゆかり）            | オーイシマサヨシ         | 「恋はエクスプロージョン（feat.田村ゆかり）」 | TVアニメ『恋は世界征服のあとで』オープニングテーマ        |

### ユニットメンバー
1. 1 2  赤﨑千夏、田村ゆかり、金元寿子、茅野愛衣
2. ↑  白神沙希（田村ゆかり）、高崎メイベル（植田佳奈）、向井かずみ（豊口めぐみ）、泉沢めぐ（丹下桜）
3. ↑  王川未散（田村ゆかり）、桐生瑠可（内山夕実）
4. ↑  山北早紀、澁谷梓希、櫻井海亜